# Crkva sv. Kuzme i Damjana u Dračevici
Crkva sv. Kuzme i Damjana u selu Dračevici, općina Nerežišća, zaštićeno kulturno dobro.

## Opis dobra
Crkva sv. Kuzme i Damjana jednobrodna je građevina s četvrtastom apsidom podignuta u 17. st. Barokno koncipirano pročelje s jednostavno profiliranim vratima i dva četvrtasta prozora sa strane. Na sredini je rozeta sa stupićima i izmjeničnim zupcima te na vrhu zabata zvonik na preslicu. Tijekom 19. st. obnovljena je unutrašnjost crkve.

## Zaštita
Pod oznakom Z-5136 zavedena je kao nepokretno kulturno dobro - pojedinačno, pravna statusa zaštićena kulturnog dobra, klasificirano kao "sakralna graditeljska baština".